# Tyree Washington
Tyree Washington, född 28 augusti 1976, är en amerikansk friidrottare (kortdistanslöpare). 
Washingtons första större mästerskap var VM i Aten 1997 där han blev trea på 400 meter, en placering han förbättrade vid VM i Paris 2003 då han blev silvermedaljör efter landsmannen Jerome Young. Inomhus har Washington vunnit guld vid VM 2003. 
Washington har också tagit guld med det amerikanska stafettlaget vid ett världsmästerskap. Dessutom ingick Washington tillsammans med Antonio Pettigrew, Michael Johnson och Jerome Young i det lag som satte världsrekord på 4 × 400 meter 1998 med tiden 2.54,2.
Washingtons personliga rekord på 400 meter är på 44,28 sekunder från 2001.